# لیبی هولمن
لیبی هولمن (انگلیسی: Libby Holman; ۲۳ مهٔ ۱۹۰۴ – ۱۸ ژوئن ۱۹۷۱) یک هنرپیشه، و خواننده اهل ایالات متحده آمریکا بود.